# California Zephyr
California Zephyr è un treno passeggeri operato da Amtrak tra Chicago e la San Francisco Bay Area (presso Emeryville), passando per Omaha, Denver, Salt Lake City e Reno. Con 3.924 km, si tratta della più lunga tratta quotidiana, e la seconda maggiore in assoluto dopo il Texas Eagle che viene operato tre volte a settimana tra San Antonio, in Texas, e Los Angeles, con tempo di viaggio tra i capilinea di circa 51,5 ore. Secondo Amtrak, si tratta di una delle linee più sceniche, con viste sulla parte alta della valle del fiume Colorado nelle Montagne Rocciose, e la Sierra Nevada. L'attuale servizio è la seconda versione del treno chiamato California Zephyr; il treno originale era operato privatamente e percorreva una tratta differente attraverso Nevada e California.
Nell'anno fiscale 2022 il California Zephyr trasportò 290 423 passeggeri, con un incremento del 57,3% sul 2021, ma in diminuzione rispetto al periodo pre Covid-19: nel 2019 erano stati trasportati 410 844 passeggeri. Nel 2016 la tratta ebbe un ricavo totale di 51 960 998 $, ultimo anno in cui i dati sono disponibili.

## Storia

### Linea precedente

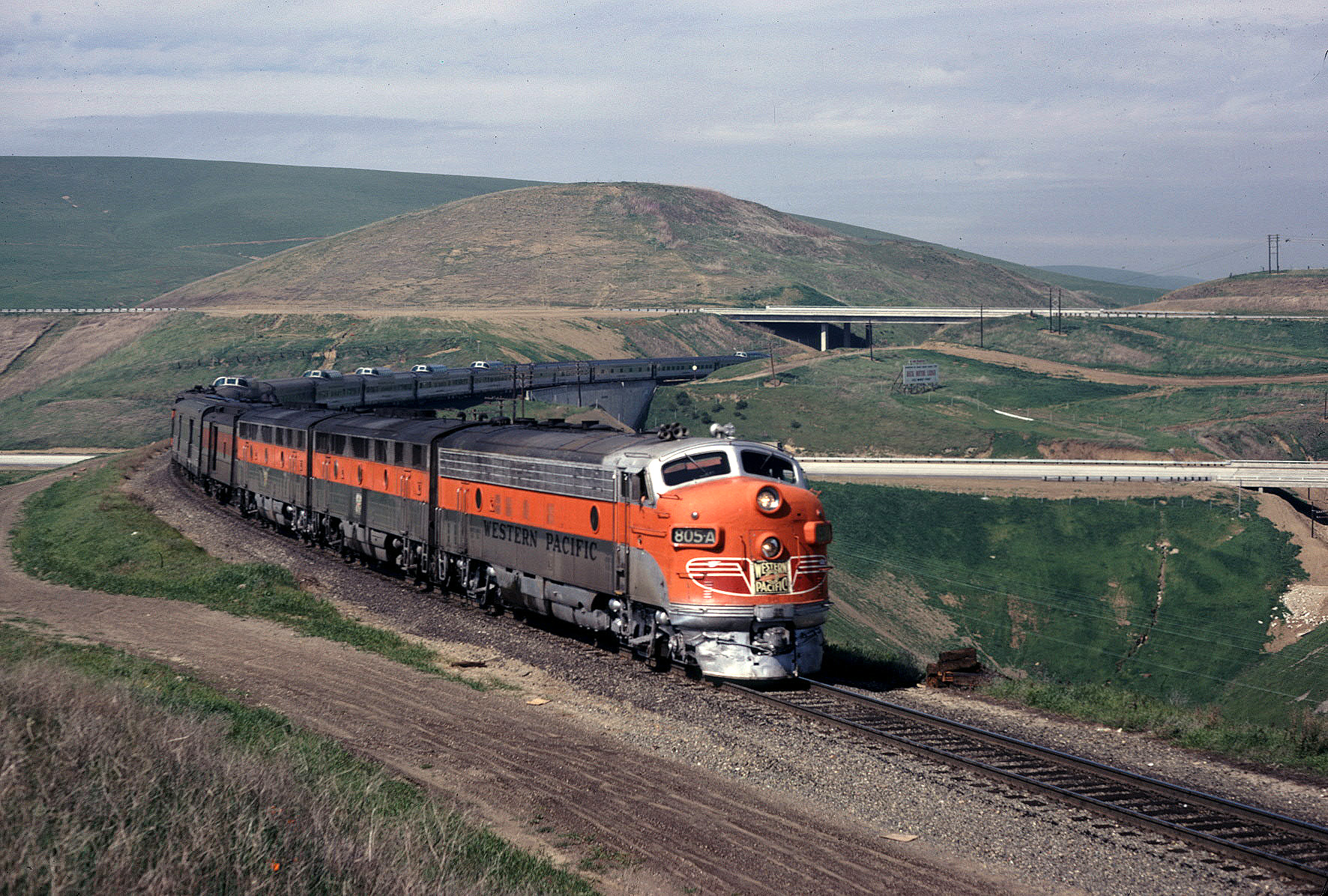
Il California Zephyr nel 1970

Prima della creazione di Amtrak nel 1971, vi erano tre servizi di linea tra Chicago e la San Francisco Bay Area, con connessioni tramite autobus con San Francisco:
- il California Zephyr, operato da Chicago, Burlington and Quincy Railroad (CB&Q), Denver and Rio Grande Western Railroad (D&RGW) e Western Pacific Railroad (WP). Faceva servizio tra Chicago e Oakland, in California, lungo quello che oggi si chiama Central Corridor e Feather River Route, passando per Omaha, Denver, Salt Lake City e Oroville. Inaugurato in pompa magna e con grande pubblicità, il California Zephyr iniziò il servizio il 20 marzo 1949, e fu soppresso nel marzo 1970, uno dei tre treni che non erano ancora in servizio quando Amtrak iniziò il servizio.
- il City of San Francisco, operato da Chicago, Milwaukee, St. Paul and Pacific Railroad (Milwaukee Road), Union Pacific Railroad (UP) e Southern Pacific Railroad (SP). Faceva servizio tra Chicago e Oakland sulla Overland Route passando per Omaha, Cheyenne, Ogden e Reno
- il San Francisco Chief, operato da Atchison, Topeka and Santa Fe Railway (AT&SF) sulla più meridionale Southern Transcon. Faceva servizio tra Chicago e Richmond passando per Kansas City, Amarillo e Bakersfield.

Railpax (ridenominata Amtrak alla fine dell'aprile 1971) inizialmente intendeva ripristinare il California Zephyr sul suo percorso originario, utilizzando la Burlington Northern (ex CB&Q) ad est di Denver, la DRG&W tra Denver e Ogden e la WP ad ovest di Ogden. Il percorso del California Zephyr avrebbe servito aree più popolate (tra cui Denver e Salt Lake City) rispetto alla Overland Route, e avrebbe servito anche comunità rurali che non avevano un buon accesso al sistema autostradale, e poteva inoltre attrarre passeggeri interessati al percorso scenico.
Tuttavia, dato che WP aveva lasciato l'ultimo dei suoi servizi passeggeri rinunciando al California Zephyr, non poté partecipare alla formazione di Amtrak. Il 12 aprile 1971 WP rifiutò di cooperare con Railpax, pertanto venne scelta la tratta SP tra Ogden e Oakland.
Il 26 aprile, la D&RGW scelse di non unirsi ad Amtrak; il contratto specificava che Amtrak poteva successivamente incrementare il servizio, e D&RGW temeva che avrebbe riempito la sua ferrovia a binario singolo, che competeva con la tratta a doppio binario di UP. D&RGW scelse di operare il Rio Grande Zephyr tra Denver e Ogden.

### Periodo Amtrak

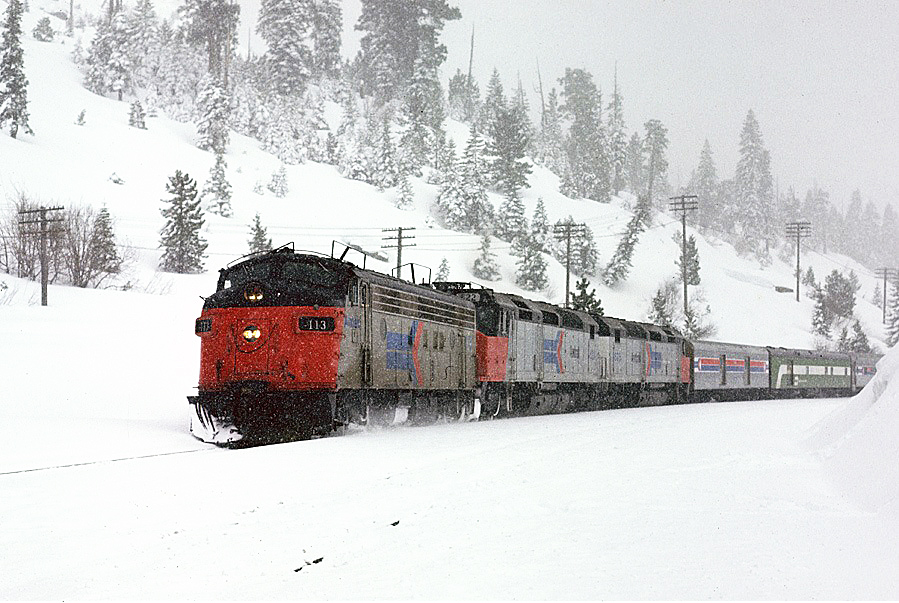
Una locomotiva EMD FP7 e due EMD SDP40F sul San Francisco Zephyr diretto verso est attraverso lo Yuba Gap nel 1975.

Tra la primavera del 1971 e l'estate del 1972 i passeggeri in viaggio tra Chicago e Oakland dovevano cambiare treno: il Denver Zephyr, che faceva servizio ogni giorno tra Chicago e Denver, e il City of San Francisco, che faceva servizio tre volte a settimana tra Denver e la San Francisco Bay Area. Alla fine, tuttavia, dopo molte false partenze, Amtrak unificò il servizio, chiamandolo San Francisco Zephyr, in omaggio sia al California Zephyr che al San Francisco Chief, tra Chicago e Oakland. Il Rio Grande continuò a gestire il Rio Grande Zephyr tra Denver e Ogden.
Nel 1983 la D&RGW scelse di unirsi ad Amtrak, per bilanciare le perdite nel servizio passeggeri. Amtrak cambiò quindi il percorso del San Francisco Zephyr sulla Denver and Salt Lake Railway di D&RGW tra Denver e Salt Lake City, che in realtà costituiva la preferenza originaria dal 1971. Il cambio ebbe luogo dal 25 aprile, ma una frana a Thistle, in Utah, obbligò a ritardare fino al 16 luglio. Con il cambio del percorso, Amtrak cambiò il nome del treno in California Zephyr. L'attuale California Zephyr utilizza principalmente la stessa ferrovia dell'originale, ad est di Winnemucca, e utilizza la stessa tratta dell'ex City of San Francisco lungo la Overland Route (First Transcontinental Railroad), tra Elko in Nevada, e Sacramento. Nel Nevada centrale, le due linee sono state unificate, dedicando ogni binario singolo a un traffico unidirezionale.
Per gran parte degli anni '80 e '90 il California Zephyr operò in tandem con il Pioneer diretto a Seattle, e con il Desert Wind per Los Angeles. Dal 1980 il Pioneer e il Desert Wind si scambiava le carrozze con il San Francisco Zephyr ad Ogden; il punto di scambio fu spostato a Sant Lake City quando quest'ultimo divenne il California Zephyr. Questo portò alla creazione di un grande treno di 16 carrozze che correva da Chicago allo Utah, e divenne il treno più lungo gestito da Amtrak, al di fuori di Auto Train. Amtrak necessitava di almeno quattro locomotive EMD F40PH per trainare il treno sui ripidi tracciati; per agevolare il carico, Amtrak iniziò a dividere il Pioneer dallo Zephyr e Desert Wind a Denver nel 1991, mentre il Desert Wind continuava diviso dallo Zephyr a Salt Lake City. Il Pioneer e Desert Wind cessarono il servizio nel 1997.
Il capolinea occidentale della linea fu spostato a Emeryville quando la stazione centrale di Oakland venne chiusa il 5 agosto 1994; il California Zephyr fu nuovamente esteso ad Oakland con l'apertura della stazione di Jack London Square il 12 maggio 1995. Tuttavia questo richiedeva una complessa manovra di cambio marcia in sede stradale mista per raggiungere il triangolo di regresso a West Oakland. Il capolinea tornò ad Emeryville il 26 ottobre 1997.
Il servizio tra Reno e Denver fu sospeso per circa un mese nell'aprile 2020, nell'ambito della riduzione del servizio in conseguenza alla pandemia di Covid-19. La frequenza venne ridotta a tre volte la settimana nell'ottobre 2020 ma fu ripristinato su base giornaliera il 24 maggio 2021, dopo che Amtrak ebbe ricevuto sovvenzioni extra dal governo. La recrudescenza del virus con la variante omicron e la mancanza di personale e equipaggiamento portò Amtrak a ridurre il servizio a cinque giorni a settimana da martedì a sabato dal 19 gennaio al 23 maggio 2022. Dal giugno 2022, il servizio è stato riportato su base giornaliera.

## Tracciato

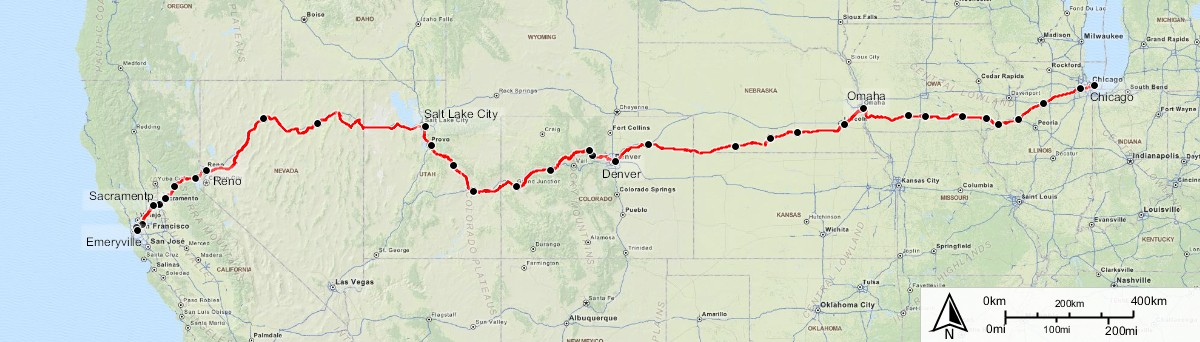
California Zephyr di Amtrak

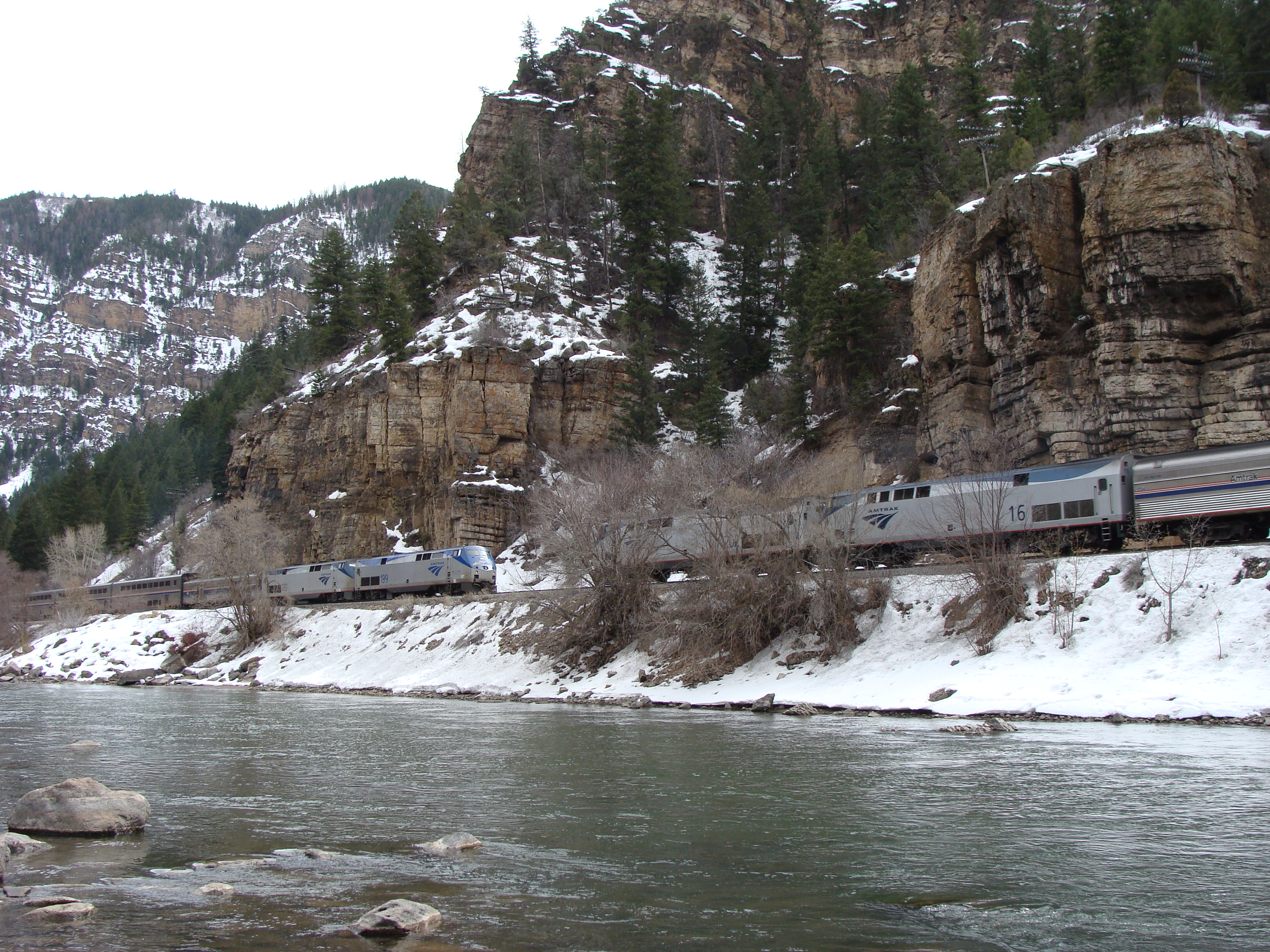
Due California Zephyr, uno verso est e l'altro verso ovest, si incontrano nel Glenwood Canyon

Il treno diretto a ovest è numerato da Amtrak con il 5, quello verso est con il 6. Lasciando la stazione di Chicago Union, il treno percorre la linea BNSF di Metra, con fermata intermedia a Naperville, in Illinois.
Dopo aver attraversato Aurora, il treno percorre le praterie dell'Illinois utilizzando il ponte ferroviario di Burlington per attraversare il fiume Mississippi a Burlington, in Iowa; dopo aver percorso l'Iowa meridionale, lo Zephyr raggiunge il fiume Missouri tra Council Bluffs e Omaha, in Nebraska, e da Omaha il treno procede di notte nella parte meridionale dello stato del Nebraska e nel Colorado nord-orientale, arrivando la mattina a Denver.
Presso Denver lo Zephyr cambia dal tracciato BNSF a quello di Union Pacific; nel percorso verso ovest, il treno percorre il Central Corridor per il tratto attraverso il Tunnel District. La linea attraversa lo spartiacque continentale delle Americhe tramite il Moffat Tunnel, lungo 6,2 miglia sotto il James Peak. Lasciando il Moffat Tunnel, i binari seguono il fiume Colorado dal Winter Park Resort al Ruby Canyon, ad ovest di Grand Junction, punto in cui il treno entra nello Utah.

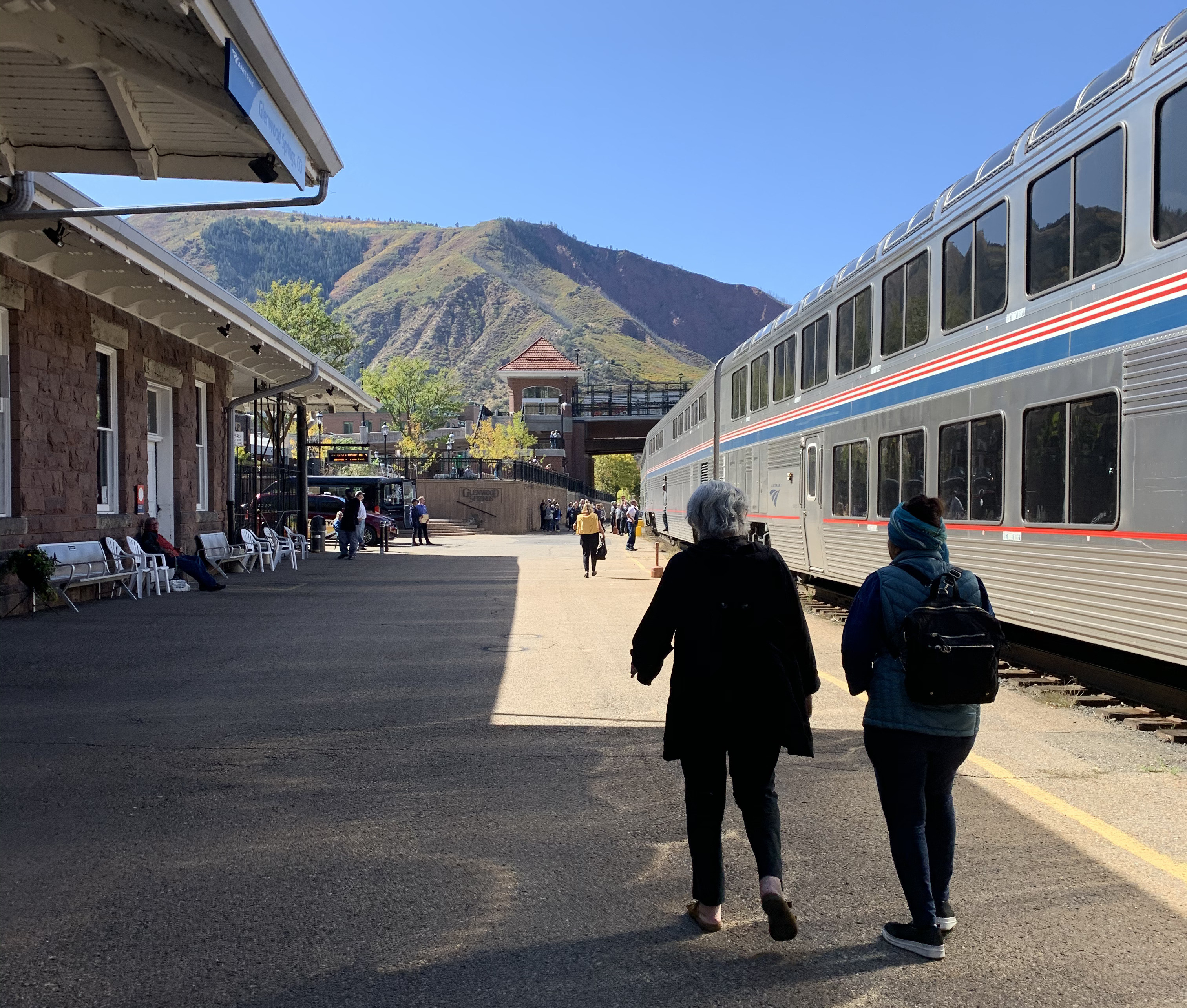
Zephyr diretto verso ovest fermo a Glenwood Springs, Colorado

In Utah il treno segue il ciglio meridionale del Book Cliffs fino alla sua fine, presso Helper; lo Zephyr attraversa i monti Wasatch, con il culmine a Soldier Summit prima di scendere nel Wasatch Front per giungere a Salt Lake City.

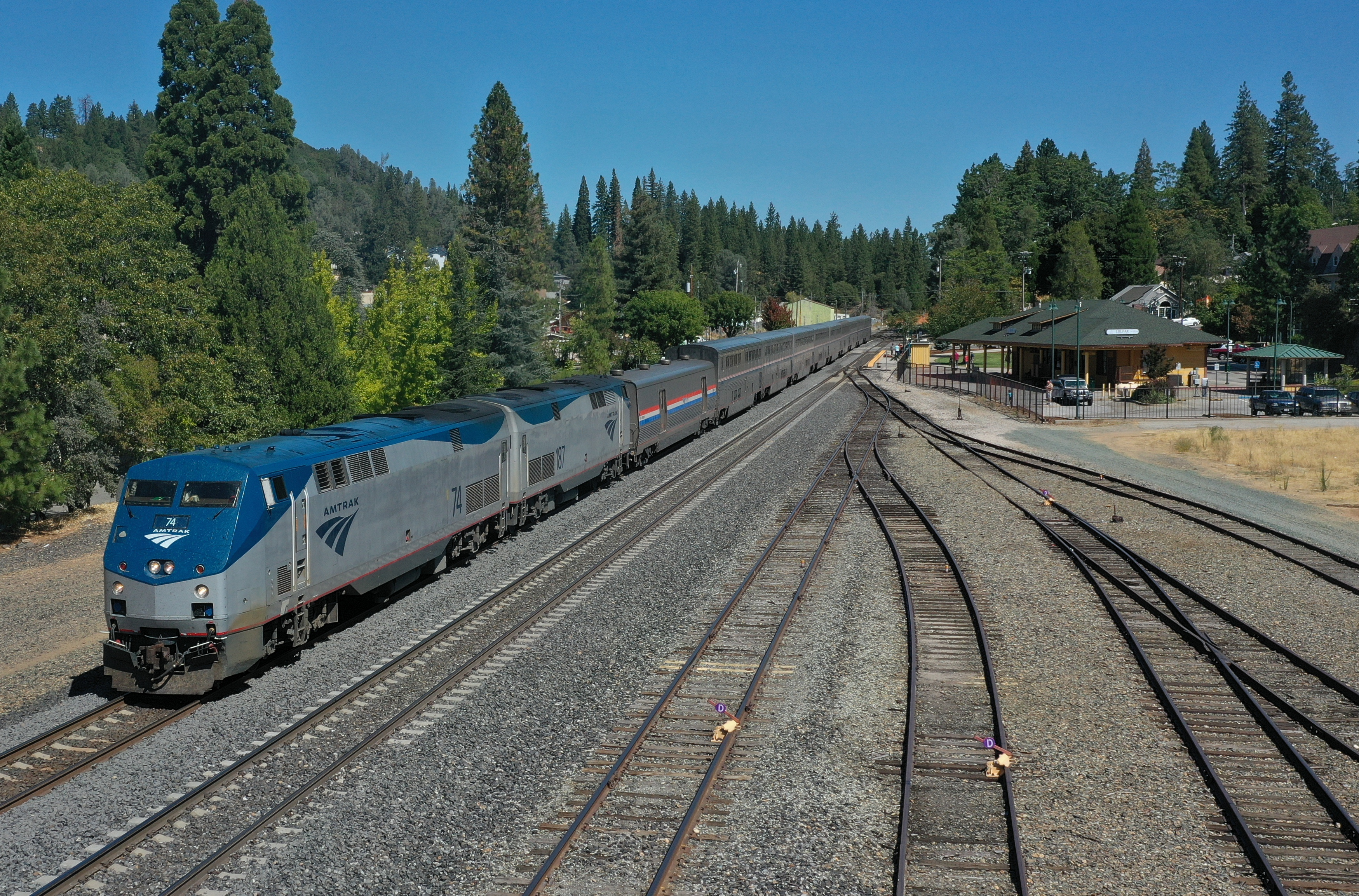
Il California Zephyr diretto verso il Pacifico a Colfax

Da Salt Lake City a Emeryville, il tracciato dello Zephyr segue la Interstate 80, viaggiando lungo la costa meridionale del Gran Lago Salato e attraverso le Bonneville Salt Flats verso il Nevada. Dopo essere entrato nello stato presso Wendover (Utah)/West Wendover (Nevada), il tracciato passa per il Toano Range attraverso il Silver Zone Pass, lungo la Goshute Valley e poi fiancheggia la parte settentrionale dei monti Ruby.
La linea raggiunge prima il fiume Humboldt presso Wells, che segue fino alla foce del fiume nell'Humboldt Sink presso Lovelock. Qui i binari attraversano il centro del Forty Miles Desert; sull'altro lato della valle desertica si trova il fiume Truckee, che il treno segue fino a Reno e fino alla Sierra Nevada in California.
In California i binari seguono il lago Donner, attraversano la Sierra Nevada presso il passo Donner e discendono la catena montuosa tra i fiumi American e Yuba, passando per Emigrant gap. La linea giunge nella California Central Valley e corre lungo la baia di San Pablo, con fermate a Sacramento e Davis. Attraversa il ponte Benicia-Martinez e ferma a Martinez e Richmond; il viaggio ha termine a Emeryville, un quartiere di Oakland; da Emeryville è possibile utilizzare un servizio shuttle gratuito per raggiungere i treni della Bay Area Rapid Transit e la Thruway Motorcoach permette di raggiungere l'Embarcadero di San Francisco.

### Linee utilizzate
Da est ad ovest, l'attuale percorso dello Zephyr utilizza le seguenti linee ferroviarie:
Ferrovia BNSF
- Chicago Subdivision dalla stazione di Chicago Union ad Aurora (Illinois)
- Mendota Subdivision da Aurora a Galesburg (Illinois)
- Ottumwa Subdivision da Galesburg a Creston (Iowa)
- Creston Subdivision da Creston a nord-nordovest di Plattsmouth (Nebraska)
- Omaha Subdivision da nord-nordovest di Plattsmouth a nord-nordest di Ashland (Nebraska)
- Creston Subdivision da nord-nordest di Ashland a Lincoln (Nebraska)
- Hastings Subdivision da Lincoln a McCook (Nebraska)
- Akron Subdivision da McCook a Brush (Colorado)
- Brush Subdivision da Brush a Denver

Corridoio Centrale della Union Pacific
- Greeley Subdivision fino alla East Denver Belt Line in Denver ad ovest di Broadway
- Moffat Tunnel Subdivision da Denver (ovest di Broadway) a sud-sudest di Bond (Colorado) tra [MP-128] e [MP-129]
- Glenwood Springs Subdivision da Bond a Grand Junction (Colorado)
- Green River Subdivision da Grand Junction a Helper (Utah)
- Provo Subdivision da Helper a Salt Lake City
- Lynndyl Subdivision da Salt Lake City a Kennecott Smokestack [MP-767], ovest di Salt Lake City
- Shafter Subdivision [MP-911] da Kennecott Smokestack a Elko (Nevada)
- Elko Subdivision da Elko a Weso (punto di scambio ad est di Winnemucca in Nevada)
- Nevada Subdivision da Weso a Sparks (Nevada)
- Roseville Subdivision da Sparks a Roseville (California)
- Martinez Subdivision da Roseville a Emeryville

### Città servite
- Illinois: Chicago, Naperville, Princeton, Galesburg
- Iowa: Burlington, Mount Pleasant, Ottumwa, Osceola, Creston
- Nebraska: Omaha, Lincoln, Hastings, Holdrege, McCook
- Colorado: Fort Morgan, Denver, Fraser-Winter Park, Granby, Glenwood Springs, Grand Junction
- Utah: Green River, Helper, Provo, Salt Lake City
- Nevada: Elko, Winnemucca, Reno
- California: Truckee, Colfax, Roseville, Sacramento, Davis, Martinez, Richmond, Emeryville